# Tenis ziemny na Igrzyskach Małych Państw Europy 2013
Tenis ziemny na Igrzyskach Małych Państw Europy 2013 – turniej tenisowy, który był rozgrywany w dniach 28 maja–1 czerwca 2013 roku podczas igrzysk w Luksemburgu. Zawodnicy zmagali się na obiektach Tennis Club Arquebusiers. 27 tenisistów z 7 krajów rywalizowało w pięciu konkurencjach: singlu i deblu mężczyzn oraz kobiet, a także mikście.

## Turniej
Turniej tenisowy rozgrywany był na kortach Tennis Club Arquebusiers w luksemburskiej dzielnicy Belair. Historia najstarszego klubu w kraju sięga 1402 roku. Obiekt tenisowy zawiera siedem kortów zewnętrznych i pięć halowych o pojemności około 250 osób. Do gry podczas igrzysk małych państw Europy wykorzystywane były trzy otwarte korty, a pozostałe cztery służyły do treningów. Klub wyposażony jest w szatnie, gabinet fizjoterapii i pomieszczenie do składowania rakiet. W tygodniu sesja trwała od 9:00 rano do około 8 wieczorem lub do końca ostatniego meczu na danym korcie. W sobotę rozgrywki rozpoczęły się o 9:00, a planowo miały się zakończyć o godzinie 16:00.

## Medaliści
| Konkurencja     | Złoty medal                           | Srebrny medal                   | Brązowy medal                                                           |
| singel kobiet   | Stephanie Vogt                        | Kathinka von Deichmann          | Tiffany Cornelius Laura Correia                                         |
| singel mężczyzn | Thomas Oger                           | Petros Chrisochos               | Mike Scheidweiler Ugo Nastasi                                           |
| debel kobiet    | Stephanie Vogt Kathinka von Deichmann | Roseanne Dimech Elaine Genovese | Laura Correia Sharon Pesch                                              |
| debel mężczyzn  | Guillaume Couillard Thomas Oger       | Ugo Nastasi Mike Scheidweiler   | Petros Chrisochos Serjos Kiradzis Marco de Rossi Stefano Galvani        |
| gra mieszana    | Stephanie Vogt Timo Kranz             | Elaine Genovese Matthew Asciak  | Tiffany Cornelius Laurent Bram Louise-Alice Gambarini Benjamin Balleret |

### Tabela medalowa
| Miejsce | Państwo       | Złoto | Srebro | Brąz | Razem |
| ------- | ------------- | ----- | ------ | ---- | ----- |
| 1       | Liechtenstein | 3     | 1      | 0    | 4     |
| 2       | Monako        | 2     | 0      | 1    | 3     |
| 3       | Malta         | 0     | 2      | 0    | 2     |
| 4       | Luksemburg    | 0     | 1      | 6    | 7     |
| 5       | Cypr          | 0     | 1      | 1    | 2     |
| 6       | San Marino    | 0     | 0      | 1    | 1     |
|         | Razem         | 5     | 5      | 9    | 19    |